# Lijst van Brevicipitidae
Onderstaand een lijst van alle soorten kikkers uit de familie blaasoppies (Brevicipitidae). De lijst is gebaseerd op Amphibian Species of the World.
- Soort Balebreviceps hillmani
- Soort Breviceps acutirostris
- Soort Breviceps adspersus
- Soort Breviceps bagginsi
- Soort Breviceps branchi
- Soort Breviceps fichus
- Soort Breviceps fuscus
- Soort Breviceps gibbosus
- Soort Breviceps macrops
- Soort Breviceps montanus
- Soort Breviceps mossambicus
- Soort Breviceps namaquensis
- Soort Breviceps poweri
- Soort Breviceps rosei
- Soort Breviceps sopranus
- Soort Breviceps sylvestris
- Soort Breviceps verrucosus
- Soort Callulina dawida
- Soort Callulina hanseni
- Soort Callulina kanga
- Soort Callulina kisiwamsitu
- Soort Callulina kreffti
- Soort Callulina laphami
- Soort Callulina meteora
- Soort Callulina shengena
- Soort Callulina stanleyi
- Soort Probreviceps durirostris
- Soort Probreviceps loveridgei
- Soort Probreviceps macrodactylus
- Soort Probreviceps rhodesianus
- Soort Probreviceps rungwensis
- Soort Probreviceps uluguruensis
- Soort Spelaeophryne methneri